# Lin Li-Ju
Lin Li-Ju (* 4. Februar 1967) ist eine taiwanische Tischtennisspielerin. Sie nahm am Einzel- und Doppelwettbewerb der Olympischen Spiele 1988 in Seoul teil. Nach drei Siegen und zwei Niederlagen landete sie im Einzel auf Platz 17. Im Doppel mit Chang Hsiu-Yu stand sie nach vier Siegen und drei Niederlagen auf Platz 9. Im Jahr 2018 siegte sie bei der Senioren-Weltmeisterschaft in der Altersklasse Ü50 im Doppel mit Tong Feiming.
In der Weltrangliste war Rang 214 die höchste Platzierung.

## Spielergebnisse
- Olympische Spiele 1988 Einzel[2]
  - Siege: Hui So Hung (Hongkong), Elizabeth Popper (Venezuela), Jaklein Al-Duqom (Jordanien)
  - Niederlagen: Yang Young-ja (Südkorea), Renata Kasalová (Tschechoslowakei)
- Olympische Spiele 1988 Doppel mit Chang Hsiu-Yu[3]
  - Siege: Kerri Tepper/Nadia Bisiach (Australien), Mok Ka Sha/Hui So Hung (Hongkong), Kuburat Owolabi/Iyabo Akanmu (Nigeria), Fliura Bulatowa/Olena Kowtun (Sowjetunion)
  - Niederlagen: Csilla Bátorfi/Edit Urbán (Ungarn), Hyun Jung-hwa/Yang Young-ja (Südkorea), Gordana Perkučin/Jasna Fazlić (Jugoslawien)